# Ponthieva venusta
Ponthieva venusta är en orkidéart som beskrevs av Rudolf Schlechter. Ponthieva venusta ingår i släktet Ponthieva och familjen orkidéer. Inga underarter finns listade i Catalogue of Life.